# Giwat ha-More
Giwat ha-More (hebr. גבעת המורה; pol. Góra Nauczyciela) – góra położona we wschodnim krańcu Doliny Jezreel w Dolnej Galilei na północy Izraela. Wznosi się na wysokość 515 metrów n.p.m. Czasami jest nazywana Małym Hermonem, od położonego na północy szczytu Hermon (2814 m n.p.m.).

## Geografia
Giwat ha-More jest samotnym wzniesieniem wznoszącym się we wschodnim krańcu Doliny Jezreel w Dolnej Galilei. W rzeczywistości jest to nieczynny wulkan. W odległości 4 km na północnym wschodzie wznosi się góra Tabor, 4 km na północnym zachodzie jest masyw wzgórz Hare Nacerat (wysokość dochodząca do 400 metrów n.p.m.) i 4 km na południu jest masyw wzgórz Gilboa (536 m n.p.m.). Po wschodniej stronie rozciąga się płaskowyż Ramot Jissachar (400 m n.p.m.). W kierunku południowo-wschodnim teren opada do Doliny Charod i Doliny Bet Sze’an w depresji Rowu Jordanu. Góra zbudowana jest z osadowych skał wapiennych, pomiędzy którymi znajdują się bazaltowe skały pochodzenia wulkanicznego. Zbocza góry w większości są porośnięte lasem. Na południe spływają strumienie Szunem i Jechezkel, na południowy wschód Ne'ura, Szeizafim i Issachar, na północ Gazit, Szomer, En Dor i Ha-Kosemet, oraz na północny wschód Tewet i Ha-More.
Na północno-zachodnich stokach góry znajdują się osiedla miasta Afula. Powyżej znajduje się arabska wioska Ad-Dahi, a bardziej na północy jest wioska Na’in. Po północno-wschodniej stronie znajduje się strefa przemysłowa Alon Tawor, baza wojskowa Na’ura i wioska Tamra. Po stronie wschodniej jest wioska Na’ura, a na południu Sulam.

## Historia
Góra jest kilkakrotnie wymieniana w Biblii. Pierwszy raz przy opisie, gdy Abraham przyszedł do Kanaanu i zatrzymał się przy dębie More. Wzgórze jest także wymienione jako miejsce obozowiska Midianitów przed bitwą z Gedeonem. Po zachodniej stronie góry znajduje się grobowiec islamskiego proroka Nebi Dahi ibn el-Kalbi Halifa. Lokalna tradycja mówi, że był on jednym z przybocznych żołnierzy proroka Mahometa. W 1517 roku ziemie te przeszły pod panowanie osmańskie. Bitwa pod Górą Tabor, która miała miejsce 16 kwietnia 1799 roku podczas bliskowschodniej kampanii Napoleona Bonaparte, w rzeczywistości miała miejsce w obszarze między Giwat ha-More i Górą Tabor. W wyniku I wojny światowej w 1918 roku cała Palestyna przeszła pod panowanie Brytyjczyków, którzy w 1922 roku formalnie utworzyli na tym obszarze Mandat Palestyny. Stworzyło to warunki do rozwoju osadnictwa żydowskiego w Palestynie. W ten sposób, w 1922 roku na zachodnich zboczach Giwat ha-More powstała wioska dziecięca, która przyjmowała żydowskie sieroty z Europy Wschodniej. W 1925 roku u podnóża góry powstała miejscowość Afula. W latach 30. XX wieku część obszaru wioski dziecięcej zajęło nowo tworzone Centrum Medyczne Doliny. Pozostałą część wioski przeznaczono pod bazę Policji Żydowskich Osiedli. Po 1948 roku bazę wykorzystywały Siły Obronne Izraela, a od lat 90. XX wieku pozostaje ona opuszczona.

### Nazwa
Nazwa góry w języku hebrajskim oznacza „nauczyciela”. Spekuluje się, że wiąże się ona z aktywnością wulkaniczną - wulkan mógł uczyć inne góry jak wystrzeliwać z siebie lawę. Nazwa może jednak nawiązywać do gaju dębów, jako miejsca prorokowania przez lokalnych wieszczów. Bardziej współczesną nazwą jest Mały Hermon, co nawiązuje od położonego na północy szczytu Hermon (2814 m n.p.m.). Arabska nazwa góry to Dżabal Ad-Dahi. Wiąże się ona z islamskim prorokiem Dahia Bin Kalifa al-Kalbei pochowanym w sanktuarium w wiosce Ad-Dahi, która została również nazwana na jego cześć.

## Turystyka
Na szczycie góry wzniesiono platformę widokową, z której rozciąga się panorama na całą okolicę. Góra została częściowo zalesiona dzięki działalności Żydowskiego Funduszu Narodowego. Teren ten jest chroniony jako Rezerwat przyrody Giwat ha-More. Słynie on z kwitnących łąk irysów. Na wschodnich zboczach znajdują się pozostałości starożytnego kamieniołomu z żydowskimi katakumbami. Większość wejść jest zamknięta dla turystów. Wokół całej góry wytyczono szlaki rowerowe i piesze. Stopień trudności jest średni. Trasa biegnie umiarkowanie szerokimi ścieżkami i zajmuje około 3,5 godzin pieszo.

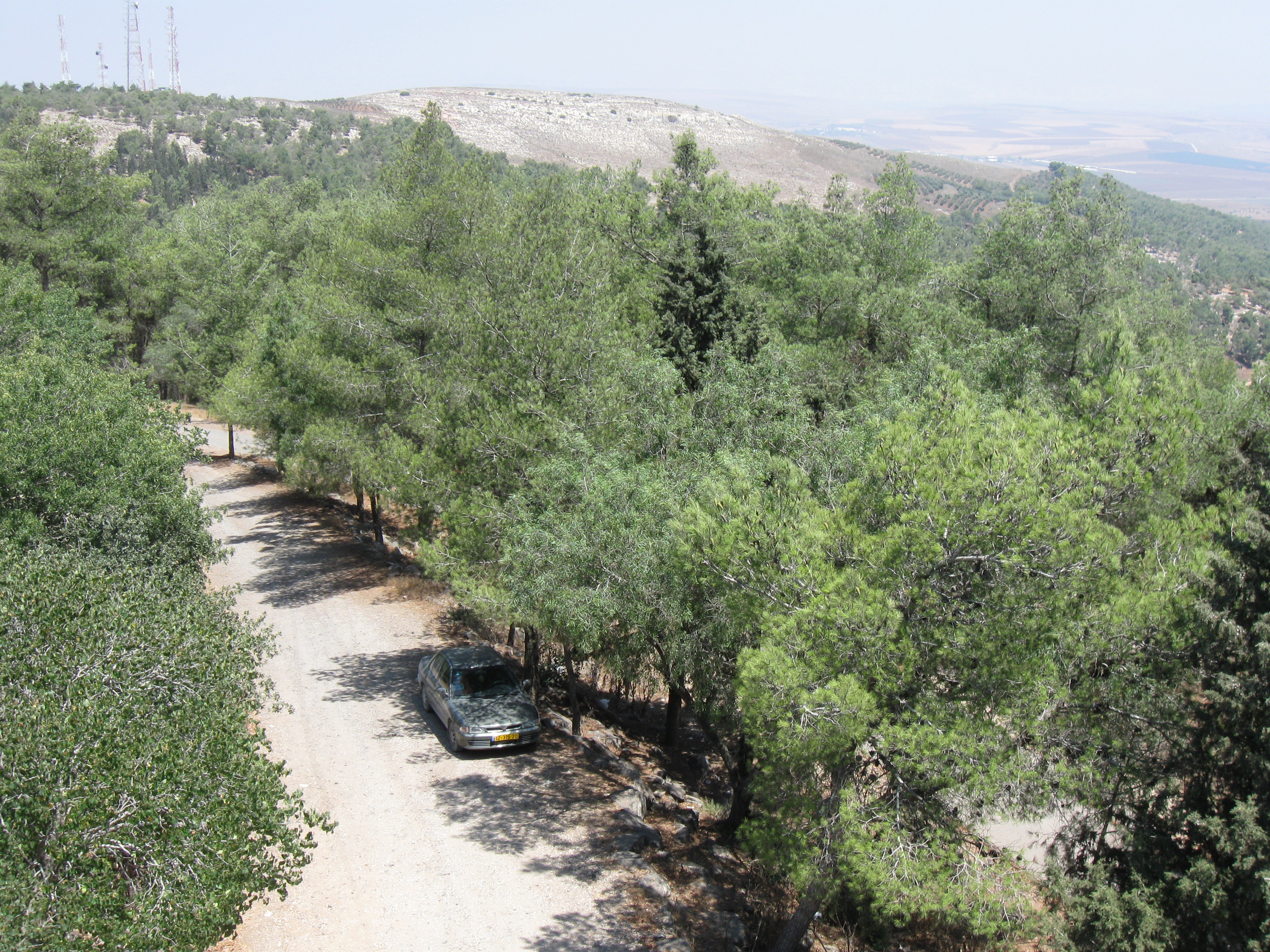
Rezerwat przyrody Giwat ha-More

## Transport
U podnóża góry przebiega droga nr 65.